# 卜榮久 (1908年)
卜榮久（1908年—1944年10月17日），原名卜汝宣，河北省薊縣板橋村人。共產黨黨員，八路軍冀東軍分區行政專員公署秘書長。

## 生平
早年在通縣師範學校就學期間，卜與同學王少奇等 人在香河宣傳抗日救國。1932年加入反帝國主義大同盟，1935年參與一二·九運動隔年加入共產黨，1938年被任命為薊縣抗日救國總會主任。1944年4月任冀熱邊區行政專員公署秘書長兼衛生部政治委員。1944年10月17日與日軍第八旅團激戰中中彈殉國，1957年薊縣人民政府將卜榮久的遺骨置於盤山烈士陵園。2014年9月14日民政部公佈的第一批著名抗日英烈。